# Josef Reich
Josef Reich (* 22. Juni 1918 in Wien; † 16. März 2006 ebenda) war ein österreichischer Politiker (ÖVP) und Krankenkassenangestellter. Er war von 1953 bis 1968 Abgeordneter zum Österreichischen Nationalrat.
Reich besuchte nach der Volksschule zwei Klassen einer Hauptschule und wechselte danach an ein Gymnasium. Er trat dort jedoch in der 5. Klasse aus der Schule aus. Beruflich war Reich als Krankenkassenangestellter tätig, danach wurde er Praktikant und in der Folge Bibliothekar bei den Arbeiterbüchereien der Stadt Wien. Nach dem Zweiten Weltkrieg wurde er 1949 Vorstandsmitglied der Wiener Gebietskrankenkasse und zum Regierungsrat ernannt. Reich engagierte sich politisch nach 1945 als Bezirksparteisekretär der ÖVP und hatte innerparteilich die Funktion eines Mitglieds der ÖVP-Landesparteileitung Wien inne. Er war zudem Mitglied des Bundesvorstandes des ÖAAB, ab 1947 Landessekretär des ÖAAB Wien sowie ab 1949 Kammerrat der Kammer für Arbeiter und Angestellte für Wien. Reich vertrat die ÖVP zwischen dem 18. März 1953 und dem 16. Jänner 1968 im Nationalrat.